# Comuna Grăniceri, Arad
Grăniceri (în maghiară: Ottlaka, în germană: Otlaka) este o comună în județul Arad, Crișana, România, formată din satele Grăniceri (reședința) și Șiclău.

## Demografie
Componența etnică a comunei Grăniceri
     Români (80,03%)
     Romi (12,94%)
     Alte etnii (0,82%)
     Necunoscută (6,22%)
Componența confesională a comunei Grăniceri
     Ortodocși (87,02%)
     Penticostali (3,09%)
     Baptiști (1,23%)
     Alte religii (2,36%)
     Necunoscută (6,31%)
Conform recensământului efectuat în 2021, populația comunei Grăniceri se ridică la 2.203 locuitori, în scădere față de recensământul anterior din 2011, când fuseseră înregistrați 2.254 de locuitori. Majoritatea locuitorilor sunt români (80,03%), cu o minoritate de romi (12,94%), iar pentru 6,22% nu se cunoaște apartenența etnică. Din punct de vedere confesional, majoritatea locuitorilor sunt ortodocși (87,02%), cu minorități de penticostali (3,09%) și baptiști (1,23%), iar pentru 6,31% nu se cunoaște apartenența confesională.

## Politică și administrație
Comuna Grăniceri este administrată de un primar și un consiliu local compus din 11 consilieri. Primarul, Petru-Claudiu Bătrânuț[*], de la Partidul Național Liberal, este în funcție din 2008. Începând cu alegerile locale din 2024, consiliul local are următoarea componență pe partide politice:
|  | Partid                          | Consilieri | Componența Consiliului | Componența Consiliului | Componența Consiliului | Componența Consiliului | Componența Consiliului |
|  | ------------------------------- | ---------- | ---------------------- | ---------------------- | ---------------------- | ---------------------- | ---------------------- |
|  | Partidul Național Liberal       | 5          |                        |                        |                        |                        |                        |
|  | Partidul Social Democrat        | 4          |                        |                        |                        |                        |                        |
|  | Alianța pentru Unirea Românilor | 2          |                        |                        |                        |                        |                        |

## Atracții turistice
- Biserica Ortodoxă "Sfinții Arhangheli Mihail și Gavril" din satul Grăniceri, construită în anul 1758
- Lacuri piscicole în Grăniceri
- Câmpia Crișului Alb și Crișului Negru (arie de protecție specială avifaunistică)

## Personalități născute aici
- Max Herz (1856 - 1919), arhitect evreu;
- Gheorghe Vidican (1864 - 1930), deputat în Marea Adunare Națională de la Alba Iulia;
- Mihai Bonca (1873 - 1955), deputat în Marea Adunare Națională de la Alba Iulia;
- Adriana Ispravnic (1877 - 1983), deputat în Marea Adunare Națională de la Alba Iulia;
- Gheorghe Botaș (1884 - 1969), deputat în Marea Adunare Națională de la Alba Iulia;
- Nerva Jercan (1895 - ?), deputat în Marea Adunare Națională de la Alba Iulia;
- Nicu Gingă (n. 1953), luptător.